# Le donne degli altri
Le donne degli altri (Pot Bouille) è un film del 1957 diretto da Julien Duvivier.
Il film è basato sul romanzo Quel che bolle in pentola (Pot-Bouille) di Émile Zola uscito nel 1882.